# يوديد الرصاص الثنائي
 يوديد الرصاص الثنائي مركب كيميائي له الصيغة PbI2، ويكون على شكل بلورات صفراء .

## الخواص
- ينحل مركب يوديد الرصاص في الماء بشكل ضعيف، فقط حوالي 0.1 غ/ 100 مل ماء عند 20°س . وحتى عند رفع درجة حرارة الماء إلى نقطة الغليان 100 °س فإن الانحلالية تزداد إلى 0.5 غ فقط. بالمقابل فإن يوديد الرصاص الثنائي ينحل بشكل جيد الأوساط القلوية بالإضافة إلى محلول يوديد البوتاسيوم.
- إن تسخين مركب يوديد الرصاص يؤدي إلى تغير لوني غير عكوس للبلورات من اللون الأصفر إلى اللون الأحمر القانئ ومن ثم إلى اللون الأحمر الداكن.

## التحضير
- يحضر مركب يوديد الرصاص الثنائي من مزج محاليل مائية متساوية التركيز من نترات الرصاص الثنائي ويوديد البوتاسيوم حيث يترسب يوديد الرصاص الثنائي حسب المعادلة:

Pb(NO3)2 (aq) + 2KI (aq) → PbI2 ↓ + 2KNO3
مع استمرار إضافة يوديد البوتاسيوم للمزيج ينحل الراسب المتشكل وذلك بسبب تشكل معقد لليود حسب المعادلة:
PbI2 + KI → K[PbI3] aq

## الاستخدامات
- يستخدم تفاعل ترسب يوديد الرصاص في الكيمياء التحليلية للكشف عن الرصاص وعن أنيون اليوديد.

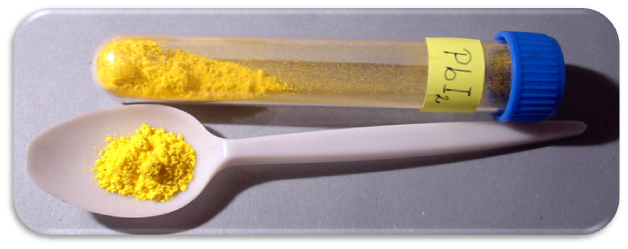
يوديد الرصاص الثنائي